# Daniel Friberg
Daniel Friberg (* 10. července 1986 Motala) je bývalý švédský rychlobruslař.
Na podzim 2005 poprvé nastoupil do závodů Světovém poháru, na začátku roku 2006 debutoval na Mistrovství světa juniorů. Od následující sezóny již startoval na seniorských světových šampionátech. Na Mistrovství světa 2009 získal se švédským týmem stříbrnou medaili ve stíhacím závodě družstev. Zúčastnil se také Zimních olympijských her 2010 (1500 m – 25. místo, stíhací závod družstev – 7. místo). Poslední závody absolvoval na podzim 2011.